# أبو كدوك (أم درمان)
حي أبوكدوك: حي سوداني يقع في ولاية الخرطوم مدينة أم درمان

## نبذة
حي أبوكدوك قد انتقل أهله من الفتيحاب إلى المنطقة الحالية بعد أن طلب المستعمر الإنجليزي إفساح المنطقة للسلاح الطبي الحالي لتكون معسكراً لجنوده عام 1912م، وانتقل القاطنون إلى «أبو كدوك» وكان من أوائل الذين انتقلوا ابن الأمير أبوكدوك. و أبناء الشيخ أبو زيد ود بله
.

## الموقع
يقع في المنطقة التي تعرف بمنطقة أبو عنجة يحد حي أبو كدوك شمالاً خور أبو عنجة ، وشرقاً شارع الأربعين وجنوباً بانت غرب

## تاريخ حي ابوكدوك
وكما نجد الشيخ أبو زيد بله بن عبد القادر بن علي بن دكين (الذي أطلق إسمه على جزيرة ود دكين الواقعة في النيل الأبيض غرب جزيرة توتي) والذي أتى مع وفود دولة العبدلاب واستقر بالخرطوم في المنطقة الواقعة شرق الساقية عشرين ما بين - فندق هيلتون وجامع الشهيد - وكان معه الشيخ أرباب العقائد الذي ارتضى منطقة جزيرة توتي
وكان من معه من أبناء عمومته الشيخ حمد ود أم مريوم وبنت عمه بنت المنى بت فضيل والتي تزوجها فيما بعد وهي شقيقة البطل أحمد ود فضيل الذي استُشهد في معركة أم دبيكرات ومن بعدها تم ترحيلهم إلى منطقة السلاح الطبي ومن بعدها إلى أبو كدوك
وكانت هناك علاقه حميمه ما بين الشيخ أبوزيد والامام محمد أحمد المهدي والذي أخذ منه البيعة قبل مغادرته إلى غرب السودان لتجهيز جيوشه لفتح الخرطوم ولكن عند عودة المهدي فاتحا وجد الشيخ أبو زيد قد توفي إلى رحمة مولاه فانخرط ابنه الشيخ نور الجليل في صفوف المهدي وقد أمّره الإمام المهدي إحدى المجموعات لفتح الخرطوم .

## معالم الحي
- مسجد الخليفة أحمد نور الجليل الشيخ أبو زيد
- مستشفى (مركز صحي الضوء حجوج الذي يطلع على شارع الاربعين)
- قسم الجوازات والبطاقة الشخصية – أم درمان
- مسجد الشيخ إسحق حمد النيل
- مدرسة أبو كدوك الأساس
- مدرسة أبو كدوك المتوسطة

## شخصيات هامة بحي أبو كدوك
- اللواء ركن توفيق صالح أبو كدوك، اسم علم من أعلام السودان كان رئيس هيئة الأركان للعمليات إبان حكومة الرئيس جعفر محمد نميري يُضرب به المثل في العسكرية والانضباط وعبر تاريخه الطويل لُقِّب أبو كدوك على جده قائد المهدية.

## وصلات خارجية
- https://web.archive.org/web/20121206060953/http://www.alintibaha.net/portal/
- موقع محلية أم درمان